# Canal 9 TVN Señal 2
Canal 9 fue un canal de televisión chileno operado por Televisión Nacional de Chile entre junio de 1986 y agosto de 1990 como su segunda señal, con cobertura limitada a la Región Metropolitana de Santiago.

## Historia
Tras la mudanza de frecuencia del canal de televisión de la Universidad de Chile (hoy Chilevisión) al canal 11 de Santiago el 21 de abril de 1980, la frecuencia 9 permaneció vacante durante 6 años; en esa época se especulaba sobre el posible lanzamiento de una segunda señal de TVN de carácter cultural para octubre de ese año, situación que finalmente no ocurrió. De este modo, en 1982 la frecuencia fue asignada a Televisión Nacional de Chile, y el 30 de mayo de 1986 la Subsecretaría de Telecomunicaciones autorizó al canal para iniciar emisiones experimentales en su segunda señal.

### Frecuencia 9 (1986-1987)

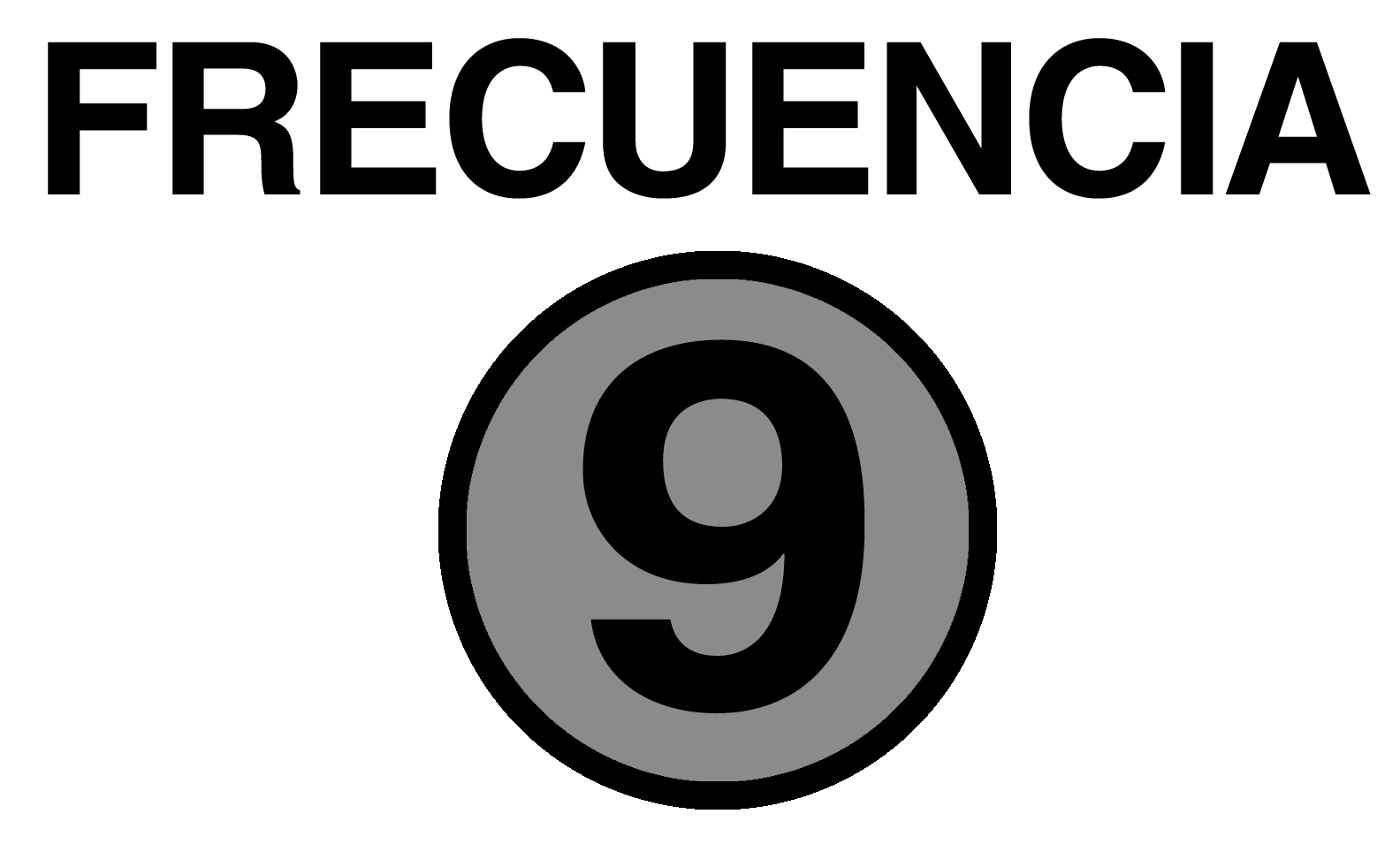
Logotipo de Frecuencia 9 (1986-1987).

El 3 de junio de 1986, a días del inicio del Mundial de Fútbol de México, TVN lanzó su segunda señal de modo experimental, conocida inicialmente como Frecuencia 9 y con una programación alternativa a la transmisión del mundial, que incluyó telenovelas y el entonces informativo central del canal estatal, 60 minutos. Apenas una semana tras el inicio de transmisiones, el 11 de junio, se modificó sustancialmente la programación, eliminando las teleseries y dando paso a documentales, programas deportivos —como Satélite del deporte con Jorge Hevia, que debutó en 1988—, dibujos animados y largometrajes, a la manera de las señales estatales de Europa, y con el fin de no competir con la señal principal de TVN.

### Canal 9 (1987-1990)
Canal 9 inauguró oficialmente sus transmisiones el 4 de mayo de 1987, cambiando su nombre de Frecuencia 9 a Canal 9 TVN Señal 2. Su programación inicial consistía en series, dibujos animados, programas culturales, documentales y un informativo de producción propia, denominado Noticias, emitido a las 22:30.
Antes del retorno a la democracia, en septiembre de 1989, el gobierno saliente decidió licitar a privados Canal 9 y el Canal 4 de San José de Maipo: ambas frecuencias propiedad de TVN, y que servirían de alivio a las pérdidas económicas de la estación. Canal 9 TVN Señal 2 finaliza definitivamente sus transmisiones el domingo 24 de agosto de 1990; en el intertanto, Ricardo Claro gana la licitación de Canal 9 por USD$ 11 000 000 de la época, y el 23 de octubre de 1990 comienza sus transmisiones Megavisión.
Luego del retorno a la democracia en 1990, la venta de las frecuencias de Canal 9 fue muy discutida por la nueva directiva del canal, ya que consideraba que dañaba al canal tanto en temas de licitación como de posible competencia a futuro.

## Programas
- Más Mujeres (1987-1989): programa femenino conducido por Gabriela Velasco
- Noticias (1987-1989): informativo central presentado por Mario Herrera
- Satélite del Deporte (1988-1990): programa deportivo presentado por Jorge Hevia
- Vibraciones (1987): programa musical con Yolanda Montecinos. Posteriormente denominado Intérpretes Nacionales (1987-1989).
- Noticias Literarias (1987-1990): con Hugo Correa.
- Comentarios de Cine: con Mariano Silva.
- Comentarios de Espectáculos: con Yolanda Montecinos.

## Frecuencias asignadas
Además del canal 9 de Santiago, la segunda señal de TVN tenía frecuencias asignadas en distintas ciudades de Chile, las cuales nunca operó y fueron traspasadas a la Sociedad Ernesto Pinto Claude y Compañía —la que posteriormente se convertiría en Megavisión— en enero de 1990. Las señales asignadas a Canal 9 fueron:
| - Arica: canal 3 - Iquique: canal 2 - Calama/Chuquicamata: canal 6 - Antofagasta: canal 9 - El Salvador: canal 12 - Copiapó: canal 9 - La Serena/Coquimbo: canal 11 | - Valparaíso/Viña del Mar: canal 5 - Santiago: canal 9 - San Fernando: canal 9 - Talca: canal 12 - Chillán: canal 9 - Concepción/Talcahuano: canal 2 - Temuco: canal 5 | - Valdivia: canal 8 - Osorno: canal 11 - Puerto Montt: canal 2 - Ancud: canal 3 - Castro: canal 6 - Coyhaique: canal 10 - Punta Arenas: canal 12 |